# Karin Boye-biblioteket

Karin Boye-biblioteket (KBB) är en biblioteksenhet inom Uppsala universitetsbibliotek, och en del av Engelska parken – Humanistiskt centrum. Biblioteket är beläget i den del (hus 9) som tidigare utgjorde den nyare delen av Fysikum. Biblioteket har adressen Thunbergsvägen 3 H.
Karin Boye-biblioteket togs i bruk i samband med att Humanistiskt centrum inrättades 2004, och ersatte närmast Språkbiblioteket, som fanns i det närbelägna gamla Teknikum. Det ersatte även ett antal institutionsbibliotek, däribland universitetets teologiska bibliotek och arkeologibiblioteket. Biblioteket är ett ämnesbibliotek för humaniora, teologi och sociologi.